# Chonemorpha
Chonemorpha és un gènere de fanerògames de la família de les Apocynaceae. Conté 10 espècies.
És originari de les regions tropicals d'Àsia, principalment a la Xina.

## Taxonomia
El gènere va ser descrit per George Don i publicat a A General History of the Dichlamydeous Plants 4: 69, 76. 1837.

## Espècies acceptades
A continuació s'ofereix un llistat de les espècies del gènere Chonemorpha acceptades fins a l'octubre de 2013, ordenades alfabèticament. Per a cadascuna s'indica el nom binomial seguit de l'autor, abreujat segons les convencions i usos.
- Chonemorpha assamensis Furtado, Gard. Bull. Straits Settlem. 9: 115 (1935).
- Chonemorpha eriostylis Pit. in H.Lecomte, Fl. Indo-Chine 2: 1248 (1933).
- Chonemorpha floccosa Tsiang i P.T.Li, Acta Phytotax. Sin. 11: 387 (1973).
- Chonemorpha fragrans (Moon) Alston, Ann. Roy. Bot. Gard. (Peradeniya) 11: 203 (1929).
- Chonemorpha megacalyx Pierre ex Spire, Contr. Apocyn.: 76 (1905).
- Chonemorpha mollis Miq., Fl. Ned. Ind. 2: 444 (1857).
- Chonemorpha parviflora Tsiang & P.T.Li, Acta Phytotax. Sin. 11: 389 (1973).
- Chonemorpha pedicellata Rao, J. Indian Bot. Soc. 32: 44 (1953).
- Chonemorpha splendens Chun & Tsiang, Sunyatsenia 2: 157 (1934).
- Chonemorpha verrucosa (Blume) Mabb., Novon 3: 455 (1993).